# 阿喬卡亞

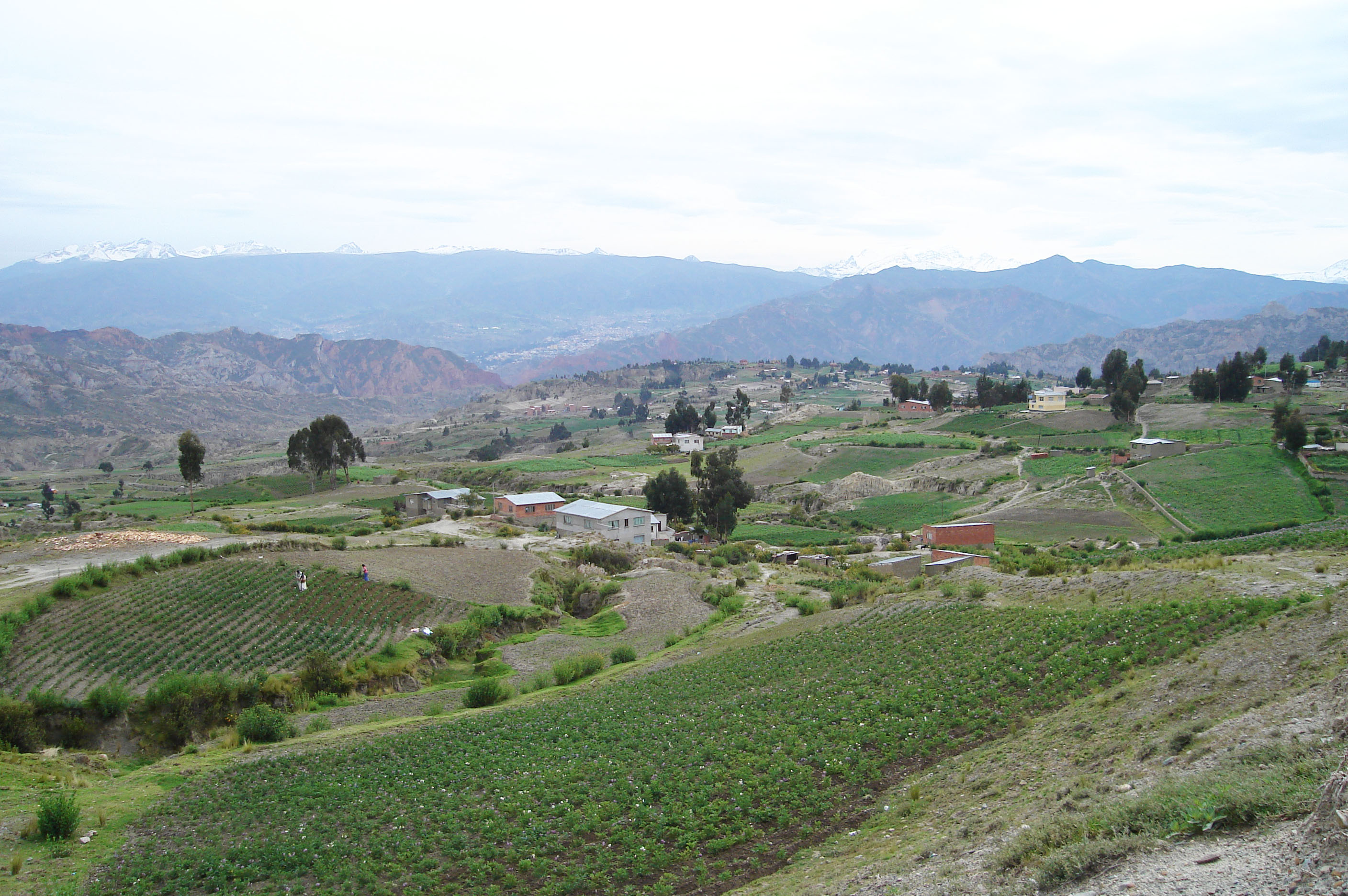

阿喬卡亞是玻利維亞的城鎮，位於該國西部，由拉巴斯省負責管轄，距離首都拉巴斯20公里，海拔高度3,762米，每年平均降雨量約600毫米，2012年人口13,699。

## 外部連結
- Instituto Nacional de Estadistica de Bolivia